# Assemblea nazionale prussiana

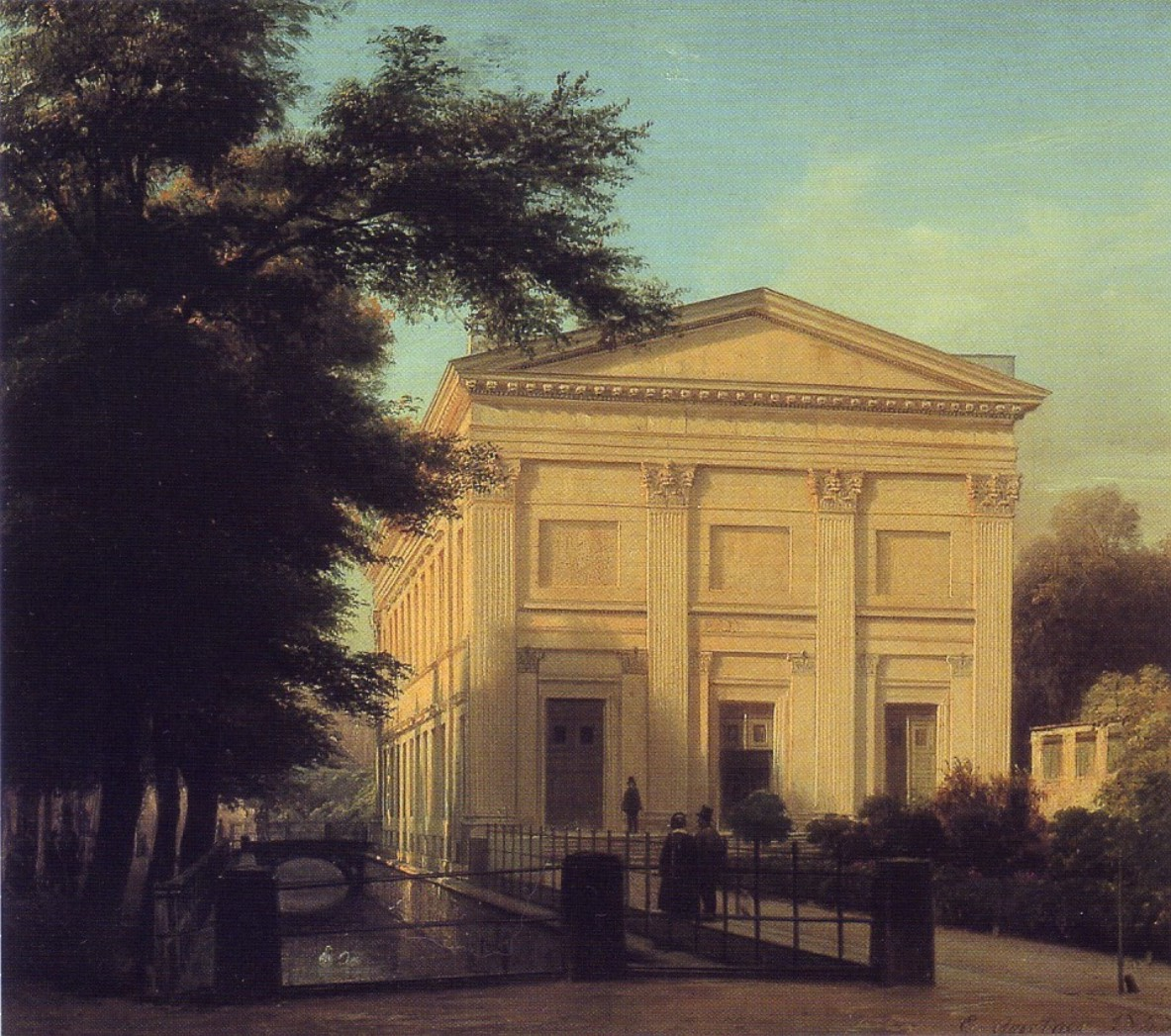
La Singakademie nel 1843

L'Assemblea nazionale prussiana fu istituita a seguito delle rivoluzioni del 1848 ed ebbe il compito di scrivere una costituzione per il Regno di Prussia. Si riunì per la prima volta nella Berlin Singakademie.

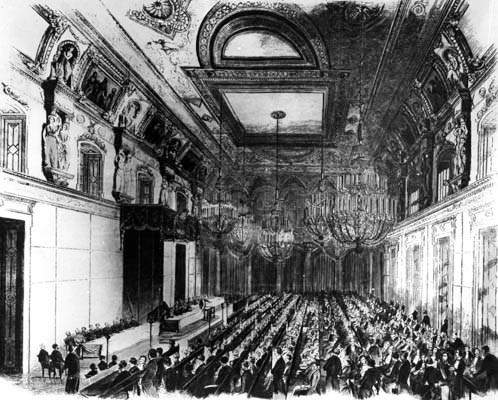
Miniatura della sala di Stato dell' Assemblea nazionale dove il re di Prussia inaugurava questo cosiddetto Parlamento

Il 5 novembre 1848 il governo ordinò l'espulsione dell'Assemblea a Brandenburg an der Havel ed il 5 dicembre dello stesso anno fu sciolta per decreto reale.